# Monolepta pallidula
Monolepta pallidula is een keversoort uit de familie bladkevers (Chrysomelidae). De wetenschappelijke naam van de soort werd in 1874 gepubliceerd door Joseph Sugar Baly.